# Pierrefitte-sur-Loire
 Pierrefitte-sur-Loire  là một xã ở tỉnh Allier thuộc miền trung nước Pháp.